# I've MANIA Tracks Vol.II
I've MANIA Tracks Vol.II（アイヴ・マニア・トラックス・ボリューム2）は2009年12月29日に発売されたI'veのインディーズアルバム。

## 概要
「MANIA Tracks」シリーズ第2弾。価格は3,000円。品番はICD-66018。コミックマーケット77の会場および通販で限定販売された。I've Girls Compilationシリーズに収録不可能な特殊音源、現在では入手困難なレア音源、I've創成期の隠れた名曲などを網羅した一枚。また、このアルバムの収録曲の一部は、編集により原曲よりも曲時間が短くなっている。

## 収録曲
1. Ha!!!ppiness／Outer
  - 作詞・作曲：中沢伴行／編曲：中沢伴行・尾崎武士
2. The Maze／川田まみ
  - 作詞：H2／作曲・編曲：中沢伴行
3. prime -"thank you" and "from now"-／KOTOKO
  - 作詞：KOTOKO／作曲・編曲：高瀬一矢
4. Fortress／島みやえい子
  - 作詞：KOTOKO／作曲・編曲：高瀬一矢
5. our youthful days／MELL
  - 作詞：KOTOKO／作曲・編曲：C.G mix
6. Absurd／KOTOKO
  - 作詞：KOTOKO／作曲・編曲：C.G mix
7. こなたよりかなたまで／MOMO
  - 作詞：KOTOKO／作曲：中沢伴行／編曲：中沢伴行・羽越実有
8. YA・KU・SO・KU／KOTOKO
  - 作詞：KOTOKO／作曲・編曲：高瀬一矢
9. CAVE／KOTOKO
  - 作詞：KOTOKO／作曲：高瀬一矢／編曲：中沢伴行
10. 砂の風／MELL
  - 作詞：SAYUMI／作曲・編曲：高瀬一矢
11. Fatally／KOTOKO
  - 作詞：KOTOKO／作曲・編曲：C.G mix
12. 秋風に君を想ふ／Healing Leaf
  - 作詞：KOTOKO／作曲・編曲：中沢伴行
13. ↑青春ロケット↑ -SHORT CIRCUIT II EDIT-／KOTOKO to 詩月カオリ
  - 作詞：KOTOKO／作曲：井内舞子／編曲：井内舞子×Rich
  - 「SHORT CIRCUIT II」付属のDVDに収録されたPV映像の音源化。
14. under the darkness -Remix-／C.G mix
  - 作詞：A.I.／作曲・編曲：C.G mix

## タイアップ
| 曲名                                   | タイアップ                                                      | 備考（原曲歌唱） |
| -------------------------------------- | --------------------------------------------------------------- | ---------------- |
| Ha!!!ppiness                           | PCゲーム『新妻は魔法少女』オープニングテーマ                    |                  |
| The Maze                               | PCゲーム『ダブルソリッド』オープニングテーマ                    |                  |
| Fortress                               | PCゲーム『Deep Fantasy』オープニングテーマ                      |                  |
| our youthful days                      | PCゲーム『学らぶ ～わがままなポニーテイル～』オープニングテーマ |                  |
| Absurd                                 | PCゲーム『まいにち好きして』オープニングテーマ                  |                  |
| こなたよりかなたまで                   | PCゲーム『こなたよりかなたまで』エンディングテーマ              |                  |
| YA・KU・SO・KU                         | PCゲーム『水素 ～1/2の奇蹟～』エンディングテーマ                |                  |
| CAVE                                   | PCゲーム『DEEP 2』オープニングテーマ                            |                  |
| 砂の風                                 | PCゲーム『堕落』オープニングテーマ                              |                  |
| Fatally                                | PCゲーム『DUEL SAVIOR』オープニングテーマ                       |                  |
| 秋風に君を想ふ                         | PCゲーム『はじらひ』エンディングテーマ                          |                  |
| ↑青春ロケット↑ -SHORT CIRCUIT II EDIT- | PCゲーム『すぺーす☆とらぶる』オープニングテーマ                 | KOTOKO           |
| under the darkness -Remix-             | PCゲーム『鬼畜眼鏡R』イメージソング                             |                  |